# International Union of Socialist Youth
| Basisdaten       | Basisdaten                                                                                                 |
| ---------------- | --- |
| Präsident:       | Jesús Tapia (Juventud del Movimiento al Socialismo, Venezuela)                                             |
| Generalsekretär: | Bruno Gonçalves (Juventude Socialista, Portugal)                                                           |
| Sitz:            | Amtshausgasse 4, 1050 Wien                                                                                 |
| Mitglieder:      | 162 Mitgliedsverbände, davon 137 Vollmitgliedsverbände und 26 beobachtende Mitgliedsverbände (August 2021) |
| Website:         | www.iusy.org                                                                                               |

Die International Union of Socialist Youth (IUSY, dt. Internationale Union der Sozialistischen Jugend; früher: Sozialistische Jugend-Internationale) ist der Zusammenschluss von sozialistischen und sozialdemokratischen Jugendorganisationen aus mehr als 100 Staaten der Welt. Die IUSY gehört der Sozialistischen Internationale an.
Mitgliedsorganisationen im deutschsprachigen Raum sind die Jusos in der SPD, die Sozialistische Jugend Deutschlands – Die Falken, die Sozialistische Jugend Österreichs (SJÖ), der Verband Sozialistischer Student_innen in Österreich (VSStÖ) und die Jungsozialist*innen Schweiz.
IUSY-Präsident ist seit Juni 2021 Jesús Tapia (Juventud del Movimiento al Socialismo, Venezuela), Generalsekretär Bruno Gonçalves (Juventude Socialista, Portugal). Victoria Hiepe von den deutschen Jusos und Julius Jandl für den VSStÖ sind zwei der insgesamt 18 Vize-Präsidenten.

## Geschichte
Am 24. August 1907 fand in Stuttgart im Rahmen des Internationalen Sozialistenkongresses die Gründung der Internationale Verbindung Sozialistischer Jugendorganisationen statt. Eingeladen hatte der süddeutsche Verband junger Arbeiterinnen und Arbeiter Deutschlands. 20 Delegierte aus 10 europäischen Staaten sowie ein Australier nahmen an dem Kongress teil. Zum ersten Vorsitzenden wurde Karl Liebknecht gewählt, Hendrik de Man (Belgien) wurde erster Sekretär. Sitz des recht losen Zusammenschlusses wurde Wien.
Die Spaltung der Arbeiterbewegung im Zuge des Ersten Weltkrieges machte auch vor den Jugendorganisationen nicht halt. 1919 wurde die International of the Communist Youth in Berlin gegründet, 1921 die International Working Group of Socialist Youth Organisation in Wien und ebenfalls 1921 die sozialdemokratische International of the Working Youth in Amsterdam. Die beiden Letzteren vereinigten sich 1923 in Hamburg zur International of the Socialist Youth mit Sitz in Berlin. Piet Voogt (Niederlande) und Leopold Thaller (Österreich) wurden zu Vorsitzenden, Erich Ollenhauer zum Sekretär der Organisation gewählt – eine Funktion, die er bis zum Zweiten Weltkrieg behielt.
Nach dem Ende des Krieges trafen sich am 30. September 1946 in Paris die Delegierten von 22 Jugendorganisationen, um die International Union of Socialist Youth (IUSY) zu gründen. Bob Molenaar (Niederlande) wurde zum Vorsitzenden und Per Haekkerup (Dänemark) zum Generalsekretär gewählt. Zunächst war Kopenhagen Sitz der IUSY, 1954 wurde dieser nach Wien verlegt.
Durch das Eintreten gegen den Kolonialismus und die Zusammenarbeit mit Befreiungsbewegungen aus Asien, Afrika und Lateinamerika schaffte es IUSY sich von einer anfangs nahezu ausschließlich europäischen Organisation zu einer echten Weltorganisation zu entwickeln. 1954 wurde mit dem Inder Nath Pai erstmals ein Nicht-Europäer zum IUSY-Vorsitzenden gewählt.
1968 wurde bekannt, dass die IUSY für Propaganda gegen den Kommunismus seit den 1950er Jahren von der CIA finanziert wurde. Dies löste eine Welle von Diskussionen und Rücktritten innerhalb der Union aus.
1993 erhielt der Verband den Special consultative status im Wirtschafts- und Sozialrat der Vereinten Nationen.
2007 feierte die IUSY ihr 100-jähriges Bestehen unter dem Motto „100 Jahre Kampf für Frieden und Gleichheit“.

## Mitgliedsorganisationen
Liste der Mitgliederorganisationen nach Regionen (Stand: August 2021).

### Afrika
- Äquatorialguinea – Juventud de Convergencia Para la Democracia Social
- Angola – Juventude do Partido Movimiento Por la Liberación de Angola
- Benin – Jeunesse du Parti Social Démocrate (Jugend der Sozialdemokratischen Partei)
- Burkina Faso – Jeunesse du Parti pour la Démocratie et le Progrès/Parti Socialiste, Union Nationale des Jeunes du Mouvement du Peuple Pour le Progrès
- Demokratische Republik Kongo – Ligue Des Jeunes De L’Union Pour La Démocratie Et Le Progres Social
- Elfenbeinküste – Jeunesse du Front Populaire Ivoirien
- Eswatini – Swaziland Youth Congress (SWAYOCO)
- Ghana – NDC Youth League
- Kamerun – Social Democratic Front – Youth
- Kapverden – Juventude do Partido Africano de Independência do Cabo Verde
- Mali – Jeunesse ADEMA / Parti Africaine pour la Solidarité et la Justice, Union des Jeunesses du Rassemblement Pour le Mali
- Marokko – Jeunesse Ittihadia
- Niger – Organisation de Jeunesse du Taraya
- Senegal – Mouvement National des Jeunesses Socialistes
- Südafrika – African National Congress Youth League
- Tansania – Chama Cha Mapinduzi Youth League
- Togo – Convention Démocratique des Peuples Africains
- Tschad – Mouvement Du 03 Fevrier / Parti Ibniste
- Tunesien – Jeunesse Social Democrate (Sozialdemokratische Jugend)
- Uganda – Young Democrats
- Westsahara – Unión de Juventudes de Saguía el Hamra y Río de Oro

### Amerika
- Argentinien – Franja Morada, Juventud Socialista
- Bolivien – Juventud Movimiento al Socialismo
- Brasilien – Juventude Socialista – Partido Democrático Trabalhista
- Chile – Jóvenes Por la Democracia, Juventud Radical Socialdemócrata, Juventud Socialista
- Costa Rica – Juventud Liberacionista, Juventudes PAC
- Dominikanische Republik – Juventud Revolucionaria Moderna
- Honduras – Juventud Pinuista
- Jamaika – People’s National Party Youth
- Kanada – New Democratic Youth of Canada
- Kolumbien – Juventud Liberales de Colombia
- Mexiko – Juventud del Partido de la Revolución Democrática
- Panama – Frente de la Juventud del PRD
- Paraguay – Frente de la Juventud del Partido Revolucionario Democrático, Juventud Pais Solidario
- Uruguay – Juventud Nuevo Espacio, Juventud Socialista del Uruguay (Sozialistische Jugend Uruguays)
- USA – Young Democratic Socialists of America (YDSA)
- Venezuela – Juventud del Movimiento al Socialismo (Jugend der Bewegung zum Sozialismus)

### Asien
- Bhutan – Youth Organisation of Bhutan
- Burma – Democratic Party for a New Society
- Indonesien – Pergerakan Indonesia
- Iran – Democratic Youth Union of Iranian Kurdistan
- Irak – Kurdish Youth and Freedom Organisation, Kurdistan Studens Association
- Israel – Mishmeret Tse'irah shel Mifleget Ha'Avoda, Young Meretz
- Japan – Shakai Minshu-tō (Japanische Jungsozialisten)
- Libanon – Progressive Youth Organisation
- Malaysia – Democratic Action Party Socialist Youth
- Mongolei – Mongolian Democratic Socialist Youth Union
- Nepal – Nepal Students Union, Nepal Tarun Dal
- Palästina – Schabibet Fatah, General Union of Palestine Students (GUPS), The Palestinian National Initiative Youth
- Philippinen – AKBAYAN Citizens’ Action Party Youth, Student Council Alliance of Philippines
- Thailand – Young Progressive for Social Democracy Movement

### Europa
- Albanien – Forumi i Rinisë Eurosocialiste të Shqipërisë (Eurosozialistische Jugend)
- Albanien – Rinisë Socialdemokrate (Sozialdemokratische Jugend), Lëvizja Rinore për Integrim (Sozialistische Jugend für Integration)
- Armenien – Armenian Youth Federation
- Belarus – Maladaja Hramada (Junge Sozialdemokraten)
- Belgien – Jongsocialisten / Mouvement des Jeunes Socialistes (Jungsozialisten)
- Bosnien-Herzegowina – Forum Mladih SDP BiH (Sozialdemokratisches Jugendforum)
- Bulgarien – Balgarska Socialističeska Mladezhka (Sozialistischer Jugendverband Bulgariens), Evropejska Ljava Mladezhka Alternativa (Europäische Linksjugend Alternative)
- Dänemark – Danmarks Socialdemokratiske Ungdom (DSU) (Sozialdemokratische Jugend Dänemarks)
- Deutschland – Jusos in der SPD, Sozialistische Jugend Deutschlands – Die Falken
- Estland – Noored Sotsiaaldemokraadid (Sozialdemokratische Jugend)
- Färöer – Sosialistiskt Ungmannafelag (Sozialdemokratische Jugend)
- Finnland – Sosialdemokraattiset Nuoret (Sozialdemokratische Jugend), Sosialdemokraattiset Opiskelijat (Sozialdemokratische Studenten)
- Frankreich – Mouvement des Jeunes Socialistes (Bewegung der Jungen Sozialisten)
- Georgien – Jungsozialisten Georgiens, Jugend des Georgischen Traums
- Griechenland – Neolaia PASOK (PASOK-Jugend)
- Grönland – Siumut Youth
- Island – Ungir Jafnaðarmenn (Junge Sozialdemokraten)
- Irland – Irish Labour Youth
- Italien – Federazione dei Giovani Socialisti (Bund der Jungsozialisten), Giovani Democratici (Junge Demokraten)
- Kroatien – Forum mladih SDP (Sozialdemokratisches Jugendforum)
- Lettland – Jaunatnes Sociāldemokrātiskā Savienība (Sozialdemokratische Jugend-Union)
- Litauen – Lietuvos socialdemokratinio jaunimo sąjunga (Litauischer Sozialdemokratischer Jugendverband)
- Luxemburg – Jeunesses Socialistes Luxembourgeoises (Luxemburger Jungsozialisten)
- Malta – Labour Youth Forum / Forum Zghazagh Laburisti
- Moldawien – Garda Tînără / Partidul Socialistilor din Republica Moldova (Junge Garden / Sozialistische Partei der Republik Moldawien)
- Montenegro – Socijaldemokratska omladina Crne Gore (Sozialdemokratische Jugend)
- Niederlande – Jonge Socialisten in de PvdA (Jungsozialisten in der PvdA)
- Nordmazedonien – Socijaldemokratskata mladina na Makedonija (Sozialdemokratische Jugend)
- Norwegen – Arbeidernes Ungdomsfylking (AUF) (Arbeiter-Jugendliga)
- Österreich – Sozialistische Jugend Österreich, Verband Sozialistischer Student_innen in Österreich
- Polen – Federacja Młodych Socjaldemokratów (Föderation Junger Sozialdemokraten)
- Portugal – Juventude Socialista (Sozialistische Jugend)
- Rumänien – Tineretul Social Democrat (Sozialdemokratische Jugend)
- Schweden – Sveriges socialdemokratiska ungdomsförbund (SSU) (Sozialdemokratische Jugend Schwedens), Socialdemokratiska Studentförbundet (Sozialdemokratischer Studentenverband)
- Schweiz – JungsozialistInnen Schweiz / Jeunesse Socialiste Suisse / Gioventù Socialista Svizzera / Giuventetgna Socialista svizra
- Serbien – Socijaldemokratska omladina (Sozialdemokratische Jugend), Demokratska omladina (Demokratische Jugend)
- Slowakei – Mladí sociálni demokrati (Junge Sozialdemokraten)
- Slowenien – Mladi forum Socialnih Demokratov (Sozialdemokratisches Jugendforum)
- Spanien – Juventudes Socialistas de España (JSE) (Sozialistische Jugend Spaniens), Juventut Socialista de Catalunya (Sozialistische Jugend Kataloniens)
- Tschechien – Mladí sociální demokraté (Junge Sozialdemokraten)
- Türkei – HDP Jugend
- Ukraine – Sozialistische Jugendorganisation
- Ungarn – Societas - Új Mozgalom (Societas - Neue Bewegung)
- Großbritannien – Young Labour, Labour Students
- Zypern – EDEK Jugend, CTP Jugend

### Ozeanien
- Neuseeland – New Zealand Young Labour

## Beobachtende Mitglieder
- Botswana – Botswana Congress Party Youth League
- Demokratische Republik Kongo - League of Youth of the Convergence Citoyenne
- Ecuador – Juventud Socialista de Ecuador
- Gabun – Mouvement Des Jeunes Upegistes
- Gambia – Youth of the United Democratic Party
- Indien – Young Voters Party
- Iran – Democratic Students Union of Iranian Kurdistan, Democratic Youth Union of East Kurdistan
- Kenia – The Labour Party of Kenya Youth Congress
- Myanmar – All-Burmesischer Studentenverband
- Namibia – Swapo Party Youth League
- Nicaragua – Juventud Renovadora Del Movimiento Renovador Sandinista
- Osttimor – Youth and Students Organization of Timor-Leste
- Serbien –  Lige Socijaldemokratske Vojvođanske Omladine (Liga der Sozialdemokratischen Jugend der Wojwodina)
- Simbabwe – The Movement for Democratic Change Youth Assembly, People’s Democratic Party
- Taiwan – Taiwan Labour Front
- Tibet – Tibetischer Kongress der Jugend
- Türkei – CHP Gençlik Kolları (Jugend der Republikanischen Volkspartei)
- Ukraine – Sozialdemokratische Perspektive
- Venezuela – Jóvenes por la Democracia Social
- Großbritannien – Social Democratic Labour Party Youth (Nordirland)
- Westsahara – Unión de Estudiantes de Saguía El-Hamra y Río de Oro
- Zentralafrikanische Republik – Movement for the Liberation of Central African Youth
- Zypern – AGONAS (Demokratische Bewegung den zypriotischen Studenten)

## Aktuelles Präsidium
Zusammensetzung des Präsidiums nach den Neuwahlen auf dem IUSY-Kongress in Panama-Stadt im Juni 2021.
- Präsident: Jésus Tapia (Juventud de Acción Democrática, Venezuela)
- Generalsekretär: Bruno Gonçalves (Juventude Socialista, Portugal)
- Vizepräsidenten: Afrika: Darak Abdelfattah Ubb (UJSARIO, Westsahara), Khulekani Mondli (African National Congress Youth League, Südafrika), Amed Tiendrebeogo (Jeunesse du Parti pour la Démocratie et le Progrès / Parti Socialiste, Burkina Faso), Aissa Traore (Jeunesse ADEMA / Parti Africaine pour la Solidarité et la Justice, Mali), Amerika: Avril Reyes Rodríguez (Juventud Revolucionaria Dominicana, Dominikanische Republik), Bernardo Meneses (JRPD), Agustina Rodríguez Biasone (Juventud Partido Socialista, Argentinien), Ricardo Ignacio Lillo Opazo (Juventud Socialista de Chile, Chile), Asien & Ozeanien: Basilio Enrique Claudio (Akbayan Youth, Philippinen), Samantha Carin Wood (Young Labour, Neuseeland), Europa: Victoria Hiepe (Jusos, Deutschland), Vittorio Pecoraro (Giovani Democratici, Italien), Julius Jandl (Verband Sozialistischer Student_innen in Österreich, Österreich), Tajma Sisic (Sveriges Socialdemokratiska Ungdomsförbund, Schweden), Ana Manasieva (Socijaldemokratskata mladina na Makedonija, Nordmazedonien), Sarineh Abrahamian (Armenian Youth Federation, Armenien), Harun Muharemovic (Danmarks Socialdemokratiske Ungdom, Dänemark), Mittelmeerraum: Seif Aqel (General Union of Palestine Students, Palästina).
- An den Sitzungen nehmen ohne Stimmrecht teil: IUSY Control Commission President Hend Mgaieth; YES-Präsidentin Alícia Homs Ginel[1]

## Liste der IUSY-Vorsitzenden
- 1946–1948 Bob Molenaar (Niederlande)
- 1948–1954 Peter Strasser (Österreich)
- 1954–1960 Nath Pai (Indien)
- 1960–1966 Kyi Nyunt (Burma)
- 1966–1969 Wilbert Perera (Ceylon)
- 1969–1971 Luis A. Carello (Argentinien)
- 1971–1973 Raphael Albuquerque (Dominikanische Republik)
- 1973–1975 Luis Ayala (Chile)
- 1975–1977 Jerry Svensson (Schweden)
- 1977–1979 Alejandro Montesino (Chile)
- 1979–1981 Hilary Barnard (Großbritannien)
- 1981–1983 Milton Colindres (El Salvador)
- 1983–1985 Kirsten Jensen (Dänemark)
- 1985–1989 Joan Calabuig (Spanien)
- 1989–1991 Sven Eric Söder (Schweden)
- 1991–1995 Roger Hällhag (Schweden)
- 1995–1997 Nicola Zingaretti (Italien)
- 1997–1999 Umberto Gentiloni (Italien)
- 1999–2004 Alvaro Elizalde (Chile)
- 2004–2008 Fikile Mbalula (Südafrika)
- 2008–2010 Jacinda Ardern (Neuseeland)
- 2010–2014 Viviana Piñeiro (Uruguay)
- 2014–2016 Felipe Jeldres (Chile)
- 2016–2018 Howard Lee Chuan How (Malaysia)
- 2018–2021 Johanna Ortega (Paraguay)
- Seit 2021 Jesús Tapia (Venezuela)[1]

## IUSY-Kongresse
Die Weltkongresse finden alle zwei Jahre statt. Hier wird auch jedes Mal das Präsidium gewählt. In den Zwischenjahren finden kleinere Ausschüsse (World Council) statt, die das Präsidium beraten.
- 1946 Paris
- 1948 Löwen (u. a. Aufnahme der deutschen Organisationen Jusos, SJD – Die Falken und SDS)
- 1951 Hamburg
- 1954 Kopenhagen
- 1957 Rom
- 1960 Wien
- 1963 Oslo
- 1966 Wien
- 1969 Rom
- 1973 Malta
- 1975 Brüssel
- 1977 Stuttgart
- 1979 Frankfurt am Main
- 1981 Wien
- 1983 Jørlunde (Dänemark)
- 1985 Sevilla
- 1987 Brüssel
- 1989 Bommersvik (Schweden)
- 1991 Seč (Tschechoslowakei)
- 1993 Montevideo
- 1995 Modena
- 1997 Lillehammer
- 1999 Hamburg
- 2001 Johannesburg
- 2004 Budapest
- 2006 Esbjerg
- 2008 Santo Domingo
- 2010 Bommersvik (Schweden)
- 2012 Asunción
- 2014 Kopenhagen
- 2016 Tirana
- 2018 Bečići
- 2021 Panama-Stadt[7]

## Internationale Jugendtreffen
Die großen internationalen Jugendtreffen, bei denen sich bis zu 50.000 Jugendliche (1929 in Wien) getroffen hatten, standen schon bei den Vorgängerorganisationen der IUSY im Mittelpunkt der Aktivitäten. 1952 wurde mit dem IUSY-Camp in Wien diese Tradition wieder aufgenommen, die – mit einer Unterbrechung in den siebziger Jahren – als Internationales Sozialistisches Jugendtreffen oder IUSY World Festival bis heute fortgeführt wird und jeweils mehrere tausend junge Menschen erreicht.
- 1952 IUSY Camp Wien (Österreich)
- 1954 IUSY Camp Lüttich (Belgien)
- 1956 IUSY Camp Tampere (Finnland)
- 1959 IUSY Camp Berlin
- 1962 IUSY Camp Kopenhagen
- 1965 IUSY Camp Carmel, (Israel)
- 1968 IUSY Camp Vierhouten (Niederlande)
- 1974 IUSY Camp Attersee (Österreich)
- 1977 Internationales Sozialistisches Jugendtreffen Stuttgart (Deutschland)
- 1981 Internationales Sozialistisches Jugendtreffen Wien
- 1985 IUSY Festival Luxemburg
- 1987 IUSY Festival Valencia (Spanien)
- 1993 IUSY Festival Porto (Portugal)
- 1996 IUSY Festival Bonn
- 2000 IUSY Festival Malmö (Schweden)
- 2003 IUSY Festival Kamena Vourla (Griechenland)
- 2006 IUSY Festival Alicante (Spanien)
- 2007 IUSY100 Berlin
- 2009 IUSY Festival Ungarn

- 2011 IUSY Festival Österreich

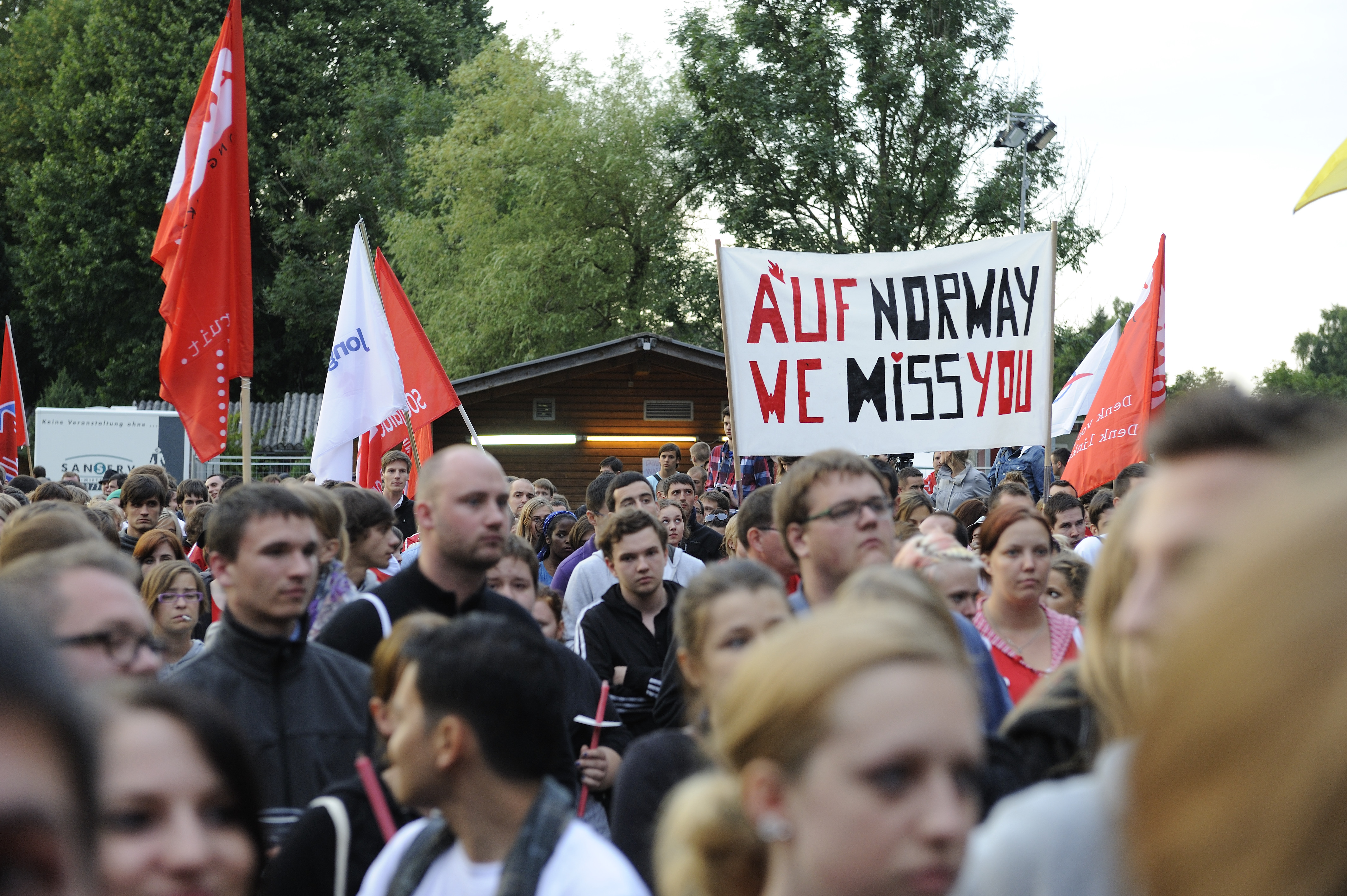
Das IUSY World Festival 2011 am Attersee war durch das Gedenken an die bei dem Anschlag auf das Sommercamp der norwegischen Mitgliedsorganisation AUF ermordeten Mitglieder geprägt.

- 2013 Workers Youth Festival Dortmund (Deutschland)
- 2014 IUSY Festival Malta
- 2017 IUSY Festival Jalë (Albanien)